# سيرسيديلا
سيرسيديلا (بالإنجليزية: Cercedilla)‏ هي بلدية ومدينة في منطقة الحكم الذاتي وتقع في منطقة مدريد في وسط إسبانيا. تبلغ مساحة هذه المدينة 35.8 (كم²)، ويبلغ عدد سكانها 7023 نسمة حسب إحصاء سنة 2009 م.

## أعلام
- لويس روسالس
- فرنسيسكو فرنانديز
- بلانكا فرنانديز أوتشوا
- خواكين سورويا

## وصلات خارجية
- الموقع الرسمي